# G.U.Y.
G.U.Y. (Akronym für Girl Under You; englisch für ‚Mädchen unter dir‘) ist ein Lied der US-amerikanischen Popsängerin Lady Gaga. Das Stück ist die dritte Singleauskopplung aus ihrem dritten Studioalbum Artpop.

## Entstehung und Artwork

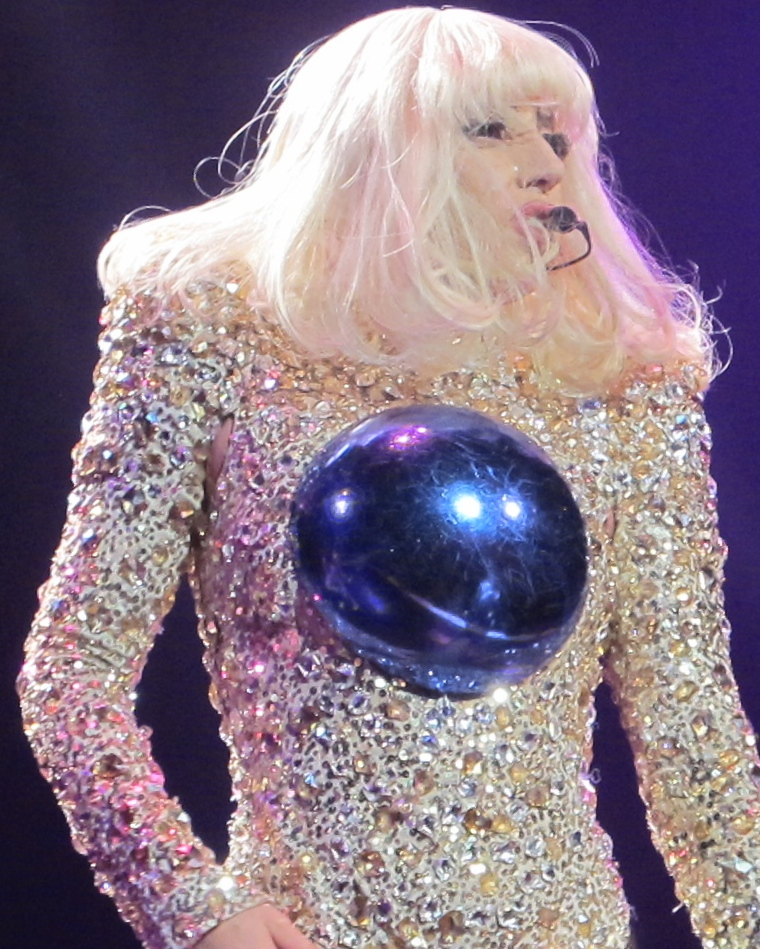
Gaga live in San Diego während des Auftritts von G.U.Y.

Komponiert und produziert wurde das Lied von Stefani Germanotta (Lady Gaga) und Anton Zaslavski (Zedd). Gemastert wurde die Single von den Oasis Mastering Studios in Burbank (Kalifornien) unter der Leitung von Gene Grimaldi. Gemischt wurde die Single zusammen von Zedd und den Assistenten Ryan Shanahan und Jesse Taub. Programmiert wurde das Lied von Rick Pearl. Die Aufnahme erfolgte durch Dave Russell und seinem Assistenten Benjamin Rice in den Record Plant Studios in Hollywood (Kalifornien). Das Lied wurde unter den Musiklabels Interscope Records und Streamline Records veröffentlicht. Auf dem Cover der Maxi-Singles ist – neben der Aufschrift des Künstlers und des Liedtitels – Lady Gaga mit Flügeln begleitet, vor dem Hintergrund einer Wüste, zu sehen.

## Veröffentlichung und Promotion
Die Erstveröffentlichung von G.U.Y. fand am 28. März 2014 als digitale Einzelveröffentlichung statt. Am 29. April 2014 folgte die Veröffentlichung einer Remix-EP, die insgesamt fünf Remixversionen beinhaltet. Die Single ist nur zum Download und nicht als physischer Tonträger erhältlich. Zudem wurden regional verschiedene Remix-Singles und -EPs zu Promotionzwecken veröffentlicht, die sich alle durch die Anzahl und der Auswahl ihrer B-Seiten unterscheiden.
Liveauftritte von G.U.Y. im Hörfunk oder Rundfunk blieben in Deutschland, Österreich und der Schweiz bis heute aus. Gaga spielte das Lied nur auf ihren Konzerten live. In den Vereinigten Staaten absolvierte Gaga unter anderem ein Liveauftritte in der Late-Night-Show Late Show with David Letterman.
Remixversionen
- G.U.Y. (KDrew Remix)
- G.U.Y. (Lovelife Remix)
- G.U.Y. (Rami Samir Afuni Remix)
- G.U.Y. (St. Lucia Remix)
- G.U.Y. (Wayne G Throwback Anthem)

## Hintergrund
Als das Lied entstand, stand G.U.Y. nicht für „Girl Under You“. Anfangs war es noch ein Akronym für „Go Under You“. Dies änderte sich aber bis zur Veröffentlichung des Albums.
Gaga bestätigte die Entstehung von G.U.Y. in einem Interview über ihrer Sicht zum Feminismus, mit Joanna McGarry vom Stylist Magazine. Sie sagte, dass das Lied von ihrer Erkundung des modernen Feminismus handele, dem untergeordnet sein eines Mannes im Austausch von Stärke.

„Ich schrieb tatsächlich ein Lied darüber auf meinem Album. Es heißt G.U.Y. und steht für Go Under You. Das Tragen von Make-Up, gut zu riechen und lutschbare, küssfähige, essbare Dinge zwischen den Gliedmaßen zu haben ist etwas das ich als Stärkung empfinde. Ich weiß wann ich den richtigen Mann ausgewählt habe, ich kann ihn das haben lassen. Einige Frauen fühlen sich durch Make-Up und Kleidung unterdrückt und das ist für sie, sie haben alle Rechte und das zu empfinden.“

Bei G.U.Y. handelt es sich nicht um die erste Zusammenarbeit von Lady Gaga und Zedd. Die beiden nahmen zusammen mehrere Lieder für Gagas Artpop Album auf. Des Weiteren veröffentlichte Gaga zuvor schon zwei Remixversionen Zedds zu ihren Liedern Born This Way und Marry the Night.

## Inhalt
Mit Ausnahme des Liedendes ist der komplette restliche Liedtext von G.U.Y. in der englischen Sprache verfasst, auf Deutsch übersetzt heißt der Titel „Mädchen unter dir“. Am Ende des Liedes zählt Gaga in der deutschen Sprache einen Countdown und schreit wiederholt die Worte „Nein Zedd!“, eine Anspielung auf den Co-Komponisten und -Produzenten. Die Musik und der Text wurden gemeinsam von Stefani Germanotta und Anton Zaslavski verfasst. Musikalisch bewegt sich der Song im Bereich des Dance-Pops und der elektronischen Musik. Neben dem Hauptgesang von Gaga ist zu Beginn in einer Einleitung die Stimme von Sonja Durham zu hören. Das Tempo des Stücks beträgt 110 Beats per minute. Es ist in der Tonart c-Moll komponiert. Gagas Stimme bewegt sich in den Tonlagen D3 bis C5.
Jason Lipshutz von Billboard beschrieb G.U.Y. als „schaurige Tanzsirene, die die Unterscheidung zwischen dem Ausgleich der Geschlechter und der vorsätzlichen sexuellen Unterwerfung macht“.  Das Lied wird mit einer „Spoken-Word-Referenz“ über den griechischen Gott Himeros, den Sohn der Aphrodite, eingeleitet.
| “Touch me, touch me, don’t be shy, I’m in charge like a G.U.Y. I’ll lay down face up this time, under you like a G.U.Y.” – Refrain, Original | „Berühre mich, berühre mich, sei nicht schüchtern, ich leite dich wie ein G.U.Y. Ich liege diesmal mit dem Gesicht nach oben, unter dir wie ein G.U.Y.“ – Refrain, Übersetzung |

## Musikvideo

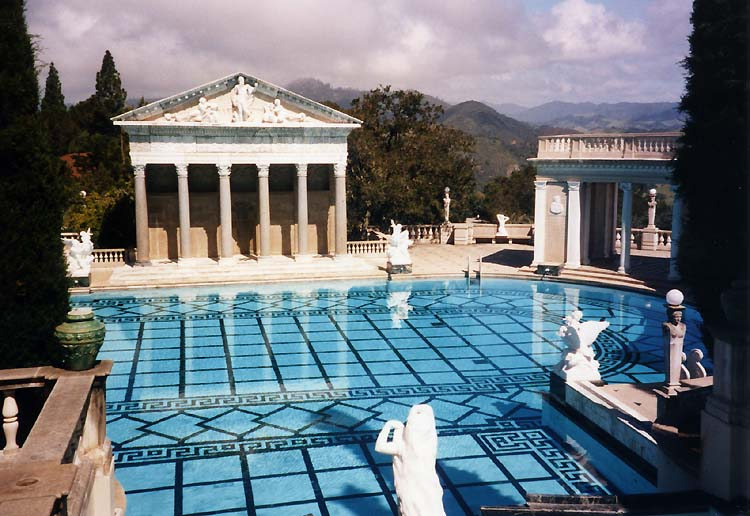
Der Neptune-Pool im Hearst Castle – Drehort des Musikvideos

Das Musikvideo wurde beim Hearst Castle in Kalifornien gedreht. Gaga kündigte das Musikvideo am 21. März in einem Interview mit Savannah Huthrie für Today an. Ein zwei-Minuten-Clip des Videos wurde am 22. März, Stunden vor der offiziellen Veröffentlichung, auf Dateline NBC veröffentlicht. Regie führte Gaga selbst.
Das knapp zwölfminütige Musikvideo enthält neben dem Hauptteil mit dem Titellied drei weitere Lieder des Albums Artpop: den Titeltrack, Venus und Manicure. Das Video beginnt mit einer um Geld streitenden Gruppe von Geschäftsleuten. In der Nähe liegt die gefallene Lady Gaga, kostümiert als vogelartige Kreatur, der ein aus dem Himmel geschossener Pfeil in der Brust steckt. Eine instrumentale Version des Liedes Artpop ist im Hintergrund zu hören. Die sich um Lady Gaga tummelnden Geschäftsmänner entfernen sich, anschließend taumelt sie an eine sichere Stelle und entfernt sich den in der Brust steckenden Pfeil. Gaga schafft es, sich mühevoll auf ihre Füße zu stellen und sich zu dem in der Nähe liegenden Palast zu retten, vor dem sie vor dem Tor kollabiert. Das Lied Venus ertönt. Sie wird zu dem zentralen Pool getragen, wo sie von Leuten in Blumenblätter gehüllt und ins Wasser gelassen wird, was der Heilung dienen soll. Das Lied G.U.Y. beginnt, als sich Gaga, nun in weißem Kleid, wieder aufrichtet. Es folgen Tanzsequenzen mit Gaga in verschiedener Kleidung, darunter in einem blauen Kleid und einem weißen Badeanzug. Andy Cohen und einige Hausfrauen aus der US-amerikanischen Fernsehserie The Real Housewives of Beverly Hills haben einen Cameo-Auftritt, namentlich die Schwestern Kim und Kyle Richards, Yolanda Hadid, Lisa Vanderpump und Carlton Gebbia. Mit der Hilfe des YouTubers SkyDoesMinecraft belebt die Sängerin Michael Jackson, Mahatma Gandhi, John Lennon und Jesus wieder, um deren Blut als Produktionsmittel für die G.U.Y.-Klone zu nutzen. Weitere Tanzszenen, unter anderen mit Lady Gaga in einer Klonfabrik, folgen. Lady Gaga, Lisa Vanderpump und Kyle Richards steigen aus einem Auto in schwarzen Klamotten, bevor sie mit Geldkanonen auf den Eingang eines Bürogebäudes schießen. Die drei laufen nun einen Flur entlang, um die leitenden Büroleute zu töten und diese mit G.U.Y.-Klonen zu ersetzen. Der Film endet, als sich eine Horde ebendieser Klone von dem Grundstück des Palasts entfernen. Anschließend läuft der vierminütige Abspann, während das Lied Manicure läuft.

## Mitwirkende
| Liedproduktion - Sonja Durham: Intro - Lady Gaga: Gesang, Gitarre, Klavier, Komponist, Produzent, Regisseur (Musikvideo) - Gene Grimaldi: Mastering - Rick Pearl: Programmierung - Benjamin Rice: Co-Tonmeister - Dave Russell: Tonmeister - Ryan Shanahan: Co-Abmischung - Jesse Taub: Co-Abmischung - Zedd: Abmischung, Komponist, Produzent | Unternehmen - Interscope Records: Musiklabel - Oasis Mastering Studios: Mastering - Record Plant Studios: Tonstudio - Streamline Records: Musiklabel |

## Rezensionen
Seit der Veröffentlichung von G.U.Y. erhielt das Lied positive Kritiken. Lipshutz schrieb, „Zedd's hornet's nest of production swarms Gaga's provocative commands, and the sucker-punch of the hook hammers the message home to create the first true 'ARTPOP' standout“. Robert Copsey von Digital Spy lobte die „drückenden Bässe“ und die „hypnotischen Synthesizer“. John Walker bei MTV News lobte den lyrischen Content, war jedoch weniger von der Hintergrundmusik begeistert. Caryn Ganz von Rolling Stone nannte das Lied ein „Gothic-Mahlwerk“.

## Kommerzieller Erfolg

### Charts und Chartplatzierungen
G.U.Y. erreichte in den Vereinigten Staaten Position 76 der Billboard Hot 100 und konnte sich insgesamt eine Woche in den Charts halten. Für Lady Gaga als Interpretin ist dies bereits ihr 20. Charterfolg in den Vereinigten Staaten. Für Zedd als Autor und Produzent ist dies bereits jeweils sein vierter Charterfolg in den Vereinigten Staaten.
| ChartsChartplatzierungen       | Höchstplatzierung | Wochen |
| ------------------------------ | ----------------- | ------ |
| Vereinigte Staaten (Billboard) | 76 (1 Wo.)        | 1      |

### Auszeichnungen für Musikverkäufe
| Land/Region     | Auszeichnungen für Musikverkäufe (Land/Region, Auszeichnung, Verkäufe) | Verkäufe |
| --------------- | ---------------------------------------------------------------------- | -------- |
| Brasilien (PMB) | 2× Platin                                                              | 120.000  |
| Südkorea (KMCA) | —                                                                      | 3.362    |
| Insgesamt       | 2× Platin ·                                                            | 123.362  |

Hauptartikel: Lady Gaga/Auszeichnungen für Musikverkäufe